# Enrico III di Bar
Enrico III di Bar o di Mousson in francese Henri III de Bar (1259 – Napoli, settembre 1302) è stato un nobile francese; fu Conte di Bar, di Mousson, dal 1291 alla sua morte.

## Origine
Enrico (Henry aineis fils le comte de Bar), come ci viene confermato dal testamento del padre, nelle Preuves de l'HISTOIRE ECCLESIASTIQUE ET CIVILE DE LORRAINE, Volume 2, era il figlio maschio primogenito del Conte di Bar, di Mousson, Teobaldo II (Thiebaut cuens de Bar) e della sua seconda moglie, la Signora di Toucy, di Saint-Fargeau e di Puisaye (regione compresa tra il Gâtinais e la Borgogna), Giovanna di Toucy (Jehenne contesse de Bar ma femme), che era figlia di Giovanni, Signore di Toucy, di Saint-Fargeau e di Puisaye (regione compresa tra il Gâtinais e la Borgogna) e sua moglie Emma di Laval.
Teobaldo II di Bar, come ci viene confermato dal documento n° XLI del Cartulaire de l'abbaye de Sainte Hoïlde era il figlio primogenito del Conte di Bar, di Mousson, Enrico II, e della moglie Filippa di Dreux, figlia del capetingio (era nipote del re di Francia, Luigi VI), conte di Dreux e di Braine, Roberto II e di Yolande de Coucy, come ci viene confermato sia dalla  Chronica Albrici Monachi Trium Fontium .

## Biografia
Enrico, nel 1277, si alleò con Federico III, duca di Lorena, impegnandosi a condurre cento uomini d'armi, in suo aiuto nel suo conflitto contro il vescovo di Metz, come viene riportato nelle Preuves de l'HISTOIRE ECCLESIASTIQUE ET CIVILE DE LORRAINE, Volume 2.
Suo padre, Tebaldo,  nel 1282, fece testamento, indicando come esecutrice, assieme ad altri, tra cui il fratello, Guido di Toucy, la moglie, Giovanna, che assieme al figlio primogenito, Enrico, controfirmò e approvò il testamento
Suo padre, Tebaldo II, nella Guerra di successione fiamminga combattuta dagli Avesnes contro i Dampierre, si era schierato a fianco del cognato (fratello della prima moglie, Giovanna di Dampierre), il Conte di Fiandra, Guido di Dampierre, ed Enrico nel 1287 si trovò coinvolto, ancora al fianco del duca di Lorena, Federico III, nel conflitto tra il padre e il vescovo di Metz, Bouchard di Avesnes-Hennegau (26 maggio 1251-29 novembre 1296), figlio di Giovanni d'Avesnes, vescovo dal 1282; Bouchard di Avesnes attaccò la contea diBar con un possente esercito di circa 4.000 uomini; lo scontro terminò senza vincitori ed il duca di Lorena fece da intermediario per raggiungere un compromesso, come ci viene descritto dal GESTA EPISCOPORUM MESSINS.
Stava per andare a combattere in Terra santa quando morì suo padre; suo padre, Teobaldo II morì nel 1291, verso la fine dell'anno (nel mese di ottobre). Enrico il figlio primogenito succedette a Teobaldo II, come ci viene confermato dal documento n° 308 degli Actes en langue vulgaire Lorraine’ (1878), Tome XXVIII, 2e partie, del bibliotecario, archivista e storico francese, Natalis de Wailly (non consultato).
Sette anni più tardi, la contessa di Champagne Giovanna I sposò il futuro re di Francia Filippo il Bello, facendo del Barrois il vicino immediato del dominio reale. Volendo vantare alleanze di fronte a un così potente vicino, sposò nel 1293 Eleonora, figlia del re Edoardo I d'Inghilterra (1269-1297); secondo il Florentii Wigornensis Monachi Chronicon, Continuatio, il matrimonio fu celebrato il 20 settembre a Bristol.
La guerra tra la Francia e l'Inghilterra non tardò a scoppiare e, nell'ambito della Guerra di Fiandra, Enrico venne coinvolto nel conflitto; pressato di invadere la contea di Champagne dal suo alleato, il re d'Inghilterra, Enrico, nel 1297, fu sconfitto e fatto prigioniero da Gaucher V Signore di Chatillon e connestabile di Champagne, come si apprende da una lettera di Guillaume de Nangis; prigioniero nelle carceri della Contea delle Fiandre, Enrico, dopo quattro anni di prigionia, col Trattato di Bruges, del 4 giugno  1301, in cambio della sua liberazione dovette cedere alcune fortezze al suo potente vicino, ma soprattutto rendere omaggio a Filippo il Bello per una parte della sua contea, che sarà chiamata il Barrois in movimento, promettendo di andare a Cipro a lottare contro gli infedeli. In quello stesso anno, come ci conferma la Histoire généalogique de la maison royale de Dreux, sua madre, Giovanna (Iehanne de Thoci comtesse de Bar et dame de Pusoye) scrisse una lettera per confermare l'avvenuta pace tra il re di Francia, Filippo IV il Bello (Philippe pour la grace de Dieu roy de France) ed il proprio figlio primogenito Enrico III (nostre ainè fil Henry cuens de Bar).
Enrico si recò nel regno di Napoli al fine di imbarcarsi per l'Oriente. A Napoli diede manforte al re Carlo II, che dovette respingere l'invasione del re Federico III di Sicilia. Fu gravemente ferito durante un'azione e morì poco dopo.
Gli succedette il figlio Edoardo, che solo nel 1312, raggiunta la maggior età governò la contea.

## Matrimonio e figli
Enrico III aveva sposato Eleonora d'Inghilterra (1269-1297), figlia di Edoardo I, re d'Inghilterra e di Eleonora di Castiglia, ed ebbero due o forse tre figli:
- Edoardo[15] (1295-1336), Conte di Bar, di Mousson[13]
- Giovanna (1296-1361), sposata con Giovanni, conte di Warenne, del Sussex e di Strathein[15]. Il matrimonio venne annullato nel 1315, e Giovanna fu reggente del ducato di Bar a partire dal 1354.
- Eleonora, che secondo la History of the Princes of South Wales sposò Llywelin ap Owen signore di Iscoed, figlio di Owen ap Maredudd e la moglie Angharad di Cydewain[16].

## Ascendenza
|                            |                             |                            | Genitori                 |  |  | Nonni |  |  | Bisnonni          |  |  | Trisnonni         |  |
|                            |                             |                            |                          |  |  |       |  |  | Teobaldo I di Bar |  |  | Rinaldo II di Bar |  |
|                            |                             |                            |                          |  |  |       |  |  | Teobaldo I di Bar |  |  | Rinaldo II di Bar |  |
|                            |                             | Agnese di Blois            |                          |  |  |       |  |  | Teobaldo I di Bar |  |  |                   |  |
| Enrico II di Bar           |                             |                            |                          |  |  |       |  |  | Teobaldo I di Bar |  |  |                   |  |
|                            |                             | Ermesinda di Bar-sur-Seine | Guido I di Bar-sur-Seine |  |  |       |  |  |                   |  |  |                   |  |
|                            |                             | Ermesinda di Bar-sur-Seine | Guido I di Bar-sur-Seine |  |  |       |  |  |                   |  |  |                   |  |
|                            |                             | Ermesinda di Bar-sur-Seine | Petronilla di Chacenay   |  |  |       |  |  |                   |  |  |                   |  |
| Tebaldo II di Bar          |                             | Ermesinda di Bar-sur-Seine |                          |  |  |       |  |  |                   |  |  |                   |  |
|                            |                             | Roberto II di Dreux        | Roberto I di Dreux       |  |  |       |  |  |                   |  |  |                   |  |
|                            |                             | Roberto II di Dreux        | Roberto I di Dreux       |  |  |       |  |  |                   |  |  |                   |  |
|                            |                             | Roberto II di Dreux        | Agnese di Baudemont      |  |  |       |  |  |                   |  |  |                   |  |
| Filippa di Dreux           |                             | Roberto II di Dreux        |                          |  |  |       |  |  |                   |  |  |                   |  |
|                            |                             | Iolanda di Coucy           | …                        |  |  |       |  |  |                   |  |  |                   |  |
|                            |                             | Iolanda di Coucy           | …                        |  |  |       |  |  |                   |  |  |                   |  |
|                            |                             | Iolanda di Coucy           | …                        |  |  |       |  |  |                   |  |  |                   |  |
| Enrico III di Bar          |                             | Iolanda di Coucy           |                          |  |  |       |  |  |                   |  |  |                   |  |
|                            | Ithier IV, signore di Toucy | …                          |                          |  |  |       |  |  |                   |  |  |                   |  |
|                            | Ithier IV, signore di Toucy | …                          |                          |  |  |       |  |  |                   |  |  |                   |  |
|                            | Ithier IV, signore di Toucy | …                          |                          |  |  |       |  |  |                   |  |  |                   |  |
| Giovanni, signore di Toucy | Ithier IV, signore di Toucy |                            |                          |  |  |       |  |  |                   |  |  |                   |  |
|                            |                             | Beatrice di Rion           | …                        |  |  |       |  |  |                   |  |  |                   |  |
|                            |                             | Beatrice di Rion           | …                        |  |  |       |  |  |                   |  |  |                   |  |
|                            |                             | Beatrice di Rion           | …                        |  |  |       |  |  |                   |  |  |                   |  |
| Giovanna di Toucy          |                             | Beatrice di Rion           |                          |  |  |       |  |  |                   |  |  |                   |  |
|                            |                             | Guido V, signore di Laval  | …                        |  |  |       |  |  |                   |  |  |                   |  |
|                            |                             | Guido V, signore di Laval  | …                        |  |  |       |  |  |                   |  |  |                   |  |
|                            |                             | Guido V, signore di Laval  | …                        |  |  |       |  |  |                   |  |  |                   |  |
| Emma di Laval              |                             | Guido V, signore di Laval  |                          |  |  |       |  |  |                   |  |  |                   |  |
|                            |                             | Avoise di Craon            | …                        |  |  |       |  |  |                   |  |  |                   |  |
|                            |                             | Avoise di Craon            | …                        |  |  |       |  |  |                   |  |  |                   |  |
|                            |                             | Avoise di Craon            | …                        |  |  |       |  |  |                   |  |  |                   |  |
|                            |                             | Avoise di Craon            |                          |  |  |       |  |  |                   |  |  |                   |  |

### Fonti primarie
- (LA)  Monumenta Germaniae Historica, Scriptores, tomus XXIII.
- (LA)  Florentii Wigornensis Monachi Chronicon, Continuatio.
- (LA, FR)  Cartulaire de l'abbaye de Sainte Hoïlde.
- (LA, FR)  HISTOIRE ECCLESIASTIQUE ET CIVILE DE LORRAINE, Volume 2.

### Letteratura storiografica
- (FR)  Georges Poull, La Maison souveraine et ducale de Bar, 1994.
- (FR)  Histoire généalogique de la maison royale de Dreux (Paris), Luxembourg.
- (FR)  GESTA EPISCOPORUM MESSINS.
- (EN)  Bridgeman, G. T. O. (1876) History of the Princes of South Wales (Wigan)5.